# Gunnar Malmquist
Karl Gunnar Malmquist (Ystad, 21 de febrero de 1893-27 de junio de 1982) fue un  astrónomo sueco.
Gunnar Malmquist nació en Ystad, donde completó sus estudios de secundaria antes de matricularse en la Universidad de Lund en 1911. Recibió su doctorado en 1921. 
Fue profesor asistente (amanuensis) en el Observatorio de Lund de 1915 a 1920 y profesor desde 1920. Continuó su trabajo en el observatorio de Lund hasta 1929. De 1930 a 1939 trabajó en el Observatorio de Estocolmo además de enseñar en el Colegio Universitario de Estocolmo. Desde 1939 hasta su jubilación en 1959 fue catedrático de astronomía en la Universidad de Upsala.
Malmquist fue estudiante de Carl Charlier en Lund y se convirtió en uno de los miembros más conocidos de la llamada «Escuela de Lund» en astronomía estadística. Su trabajo en ese campo le llevó al descubrimiento del llamado «sesgo de Malmquist» (más conocido con su denominación inglesa, Malmquist bias).
Como catedrático en el Observatorio Astronómico de Upsala se interesó por los telescopio Schmidt y tomó la iniciatica, junto con Åke Wallenquist, para llegar a obtener el telescopio Schmidt más grande mundo en la época para el Observatorio Kvistabergs de la Universidad de Upsala. El telescopio contaba con un espejo de 135 cm y una placa correctora de 100 cm. Malmquist también se encargó de conseguir un observatorio para la universidad en Monte Stromlo (Australia)).
El asteroide (1527) Malmquista lleva su nombre en su honor.